# Haplopeodes palliatus
Haplopeodes palliatus är en tvåvingeart som beskrevs av Daniel William Coquillett 1902. Haplopeodes palliatus ingår i släktet Haplopeodes och familjen minerarflugor.
Artens utbredningsområde är New Mexico. Inga underarter finns listade i Catalogue of Life.